# Cedro (Pernambuco)
Cedro es un municipio brasileño del estado de Pernambuco. Tiene una población estimada al 2020 de 11 891 habitantes.

## Historia
Durante el siglo XIX, el lugar donde hoy se encuentra el municipio fue una comarca de caatinga. Poco a poco, la región fue ocupada por la expansión de la ganadería. Las propiedades se extiendieron por todo el interior del noreste. Las familias en establecerce fueron las: Leite e Inácio, los Inácios procedían de Serra Talhada y los Leite del vecino Estado de Paraíba .
Las residencias que dieron origen al asentamiento de Cedro pertenecían a Joaquim Inácio Leite, padre de Manoel Joaquim Leite. Era una finca típica del interior: estaba el campo de caña, la casa harinera, un corral de ganado y un molino. La finca pronto se convirtió en un punto de parada para los viajeros que venían de Cabrobó a vender en Jardim y Crato. En 1913 Manoel Joaquim Leite construyó la primera capilla de la ciudad, cerca de la actual Iglesia Matriz.
Cedro se convirtió en un distrito del municipio de Serrita y, finalmente, se emancipa políticamente del municipio de Serrita el 20 de diciembre de 1963.